# Sharks (음반)
| 전문가 평가 | 전문가 평가 |
| 평가 점수   | 평가 점수   |
| 출처        | 점수        |
| ----------- | ----------- |
| Allmusic    | [ 1 ]       |

《Sharks》는 영국의 하드 록 밴드 UFO의 열여섯 번째 스튜디오 음반이다. 이 음반은 오랫동안 독일의 리드 기타리스트였던 미하엘 쉥커가 참여한 마지막 음반이다.
몇몇 곡들이 음반 《Lights Out》과 《Obsession》의 작곡의 발자취를 따랐음에도 불구하고, 그는 음악 목록에서 거의 반향을 얻지 못했다.

## 배경
캘리포니아주 코타티의 프레리 선 레코딩스에서 그의 전임자로 녹음되고 마이크 바니와 스티브 폰타노가 프로듀싱한 그는 미하옐 쉥커, 앤슬리 던바와 함께 밴드의 마지막 음반이다.

## 곡 목록
| #   | 제목                            | 작사·작곡                 | 재생 시간 |
| --- | ------------------------------- | ------------------------- | --------- |
| 1.  | 〈Outlaw Man〉                  | 필 모그, 피트 웨이        | 4:03      |
| 2.  | 〈Quicksilver Rider〉           | 미하엘 쉥커, 모그         | 4:09      |
| 3.  | 〈Serenity〉                    | 쉥커, 모그                | 6:24      |
| 4.  | 〈Deadman Walking〉             | 쉥커, 모그                | 4:33      |
| 5.  | 〈Shadow Dancer〉               | 쉥커, 모그, 스티브 폰타노 | 4:48      |
| 6.  | 〈Someone's Gonna Have to Pay〉 | 모그, 웨이                | 5:31      |
| 7.  | 〈Sea of Faith〉                | 쉥커, 모그, 폰타노        | 5:51      |
| 8.  | 〈Fighting Man〉                | 모그, 웨이                | 4:32      |
| 9.  | 〈Perfect View〉                | 쉥커, 모그, 폰타노        | 4:08      |
| 10. | 〈Crossing Over〉               | 쉥커, 모그                | 4:49      |
| 11. | 〈Hawaii〉                      | 쉥커                      | 0:43      |

## 참여 인원
- 필 모그 - 보컬
- 미하엘 쉥커 - 기타[4]
- 피트 웨이 - 베이스 기타
- 앤슬리 던바 - 드럼